# Mediação

## Origens da noção de mediação
A construção do raciocínio aristotélico é profunda sendo  necessário compreender alguns conceitos que são formados no decorrer da construção filosófica de Aristóteles. A própria noção de mediação é atingida após varias discussões gravitam principalmente em torno de conceitos como o da felicidade, justiça, verdade  e o meio-termo, como é fácil averiguar: "No que diz respeito à justiça e à injustiça devemos indagar com que espécie de ações e relacionam elas, que espécie de meio-termo" (ARISTÓTELES, 2001).
Assim, a máxima de que os pensamentos filosóficos se complementam, será relevante para o presente desenvolvimento, logo, o primeiro subtítulo explorará o pensamento aristotélico e platônico a fim de identificar aquele.

### Origens da Mediação
Aristóteles, em Ética a Nicômaco, fez um estudo acerca do que seria justiça, que para este filósofo (1987) “a justiça é o principal fundamento da ordem do mundo. Todas as virtudes estão subordinadas à justiça”. À vista disso, o filósofo no livro V da Ética a Nicômaco (1987), fez um estudo sobre o que seria a justiça corretiva, que em sua concepção “a justiça corretiva seria o intermediário entre a perda e o ganho”.
Logo, a justiça corretiva, de Aristóteles, é entendida como mediação, que no ordenamento jurídico brasileiro é utilizado como método alternativo para solucionar conflitos.
Aristóteles também ensina que a justiça corretiva visa a correção das transações entre os indivíduos, que pode ocorrer de modo voluntário, como nos delitos em geral. Dessa maneira, a justiça corretiva.
Desta maneira, no entendimento de Aristóteles (1987), a justiça corretiva necessita da intervenção de uma terceira pessoa, pessoa esta que será responsável por decidir eventuais conflitos que irão surgir nas relações interpessoais, como por exemplo, um eventual descumprimento de acordos ou cláusulas contratuais.
Eduardo Bittar (2002, p. 38), entende que a solução para os conflitos que decorrem do desentendimento humano, pode dar-se ou por força da ética ou por força do direito que pode intervir para pacificar as relações humanas. 
A aplicação da justiça corretiva fica ao encargo do juiz (dikastés), que é o mediador de todo o processo. O juiz é considerado para Aristóteles (1996, p. 200) a personificação da justiça, pois, “ir ao juiz é ir à justiça, porque se quer que o juiz seja como se fosse a própria justiça viva (...) é uma pessoa equidistante e, em algumas cidades são chamados de ‘mediadores’, no pressuposto de que, se as pessoas obtêm o meio-termo, elas obtêm o que é justo”.
Desta forma, entende Aristóteles (1987) que na justiça corretiva a figura do juiz como aquele que irá intervir nos conflitos, é de extrema importância, pois o juiz passa a personificar o que seria justo.
Para Eduardo Bittar (2010, p. 135) a justiça corretiva visa o “restabelecimento do equilíbrio rompido entre os particulares: a igualdade aritmética”. Aristóteles (1987) leciona que “a lei considera apenas caráter distintivo do delito e trata as partes como iguais, se uma comete e a outra sofre injustiça, se uma é autora e a outra é a vítima do delito”. Assim, as partes do conflito serão tratadas de maneira igualitária, independente de qual posição estarão ocupando no conflito.
Acrescenta, também, Aristóteles (1987) que “sendo essa espécie de injustiça uma desigualdade, o juiz procura igualá-la”. Além disso, o filósofo exemplifica o tratamento igualitário dado às partes:
Porque também no caso em que um recebeu o outro infligiu um ferimento, ou um matou e o outro foi morto, o sofrimento e a ação foram desigualmente distribuídos, mas o juiz procura igualá-los por meio da pena, tomando uma parte do ganho do acusado. (ARISTÓTELES, 1987).
Logo, para Aristóteles, “seja como for, uma vez estimado o dano, um é chamado de perda e o outro ganho”, tratando de maneira isonômica as partes.
Assim, tem-se que na justiça corretiva, o juiz tem um papel fundamental, pois ele será o mediador de todo o processo. Para o filósofo Aristóteles (1987), “recorrer ao juiz é recorrer à justiça, pois a natureza do juiz é ser uma espécie da justiça animada”, porque o juiz é a personificação da justiça.
Portanto, as pessoas recorrem ao juiz como um intermediário, aquele que irá resolver o conflito, sendo justo para ambas as partes, tratando-as de maneira isonômica. Ensina Aristóteles (1987), que naquela época “em alguns Estados os juízes são chamados de mediadores, na convicção de que, se os litigantes conseguirem o meio termo, conseguirão o que é justo. O justo, pois, é um meio termo já que o juiz o é”. Então, o meio termo é o equilíbrio para solucionar o conflito.
Da mesma maneira, para Aristóteles a mediação é uma característica essencial para o juiz, uma vez que:
o juiz estabelece a igualdade. É como se houvesse uma linha dividida em partes desiguais e ele retira a diferença pela qual o seguimento maior excede a metade para acrescentá-la menor. E quando o todo foi igualmente dividido, os litigantes dizem que receberam “o que lhes pertence”, isto é, receberam o que é igual. (ARISTÓTELES, 1987)
Deste modo, mesmo que uma pessoa cometa um delito contra outra, esta será compensada quando aquele receber sua pena, já que o juiz visa igualar os litigantes, retirando uma parte do ganho do acusado, por meio da aplicação da pena.
Assim sendo, o juiz como mediador de conflitos, exerce um papel muito importante na concepção de Aristóteles, porque ele faz a justiça. Destarte que, sendo o juiz um mediador, ou seja, intermediário, ele deve resolver os litígios de forma justa para as partes, logo tem-se que o juiz é a justiça personificada, a justiça viva.

### Platão x Aristóteles
Platão e Aristóteles se complementavam em suas diferenças, notadamente Platão é caracterizado pela abstracção em seus métodos de exercício filosófico, acreditava que existiam no homem duas modalidades em termos de realidade, uma sendo uma material ou sensorial e outra inteligível. Já Aristóteles  conhecido pelo empirismo que aplicava em suas investigações esquematizou as descobertas realizadas pelos seus predecessores, sendo que alguns estudiosos creditam a Aristóteles o fato de ter dado ao " estudo acadêmico da filosofia um viés matemático", e nas palavras de GEOVANNI REALE :   
"Com Platão e Aristóteles, a problemática filosófica se diferenciará e enriquecerá ulteriormente, distinguindo alguns âmbitos e setores de problemas que permanecerão depois em todo o curso da história da filosofia como pontos de referência. Neste ínterim, Platão descobrirá e demonstrará que a realidade, ou o ser, não é de um único gênero, e que, além do cosmo sensível, existe uma realidade inteligível supra-sensível e transcendente. Daqui derivará a distinção aristotélica de uma física ou doutrina da realidade sensível, e de uma metafísica ou doutrina da realidade supra-sensível. Ulteriormente, os problemas morais se especificarão, serão distinguidos os dois momentos da vida do homem como indivíduo e do homem associado, e nascerá assim a distinção dos problemas propriamente éticos dos problemas propriamente políticos (problemas que, ademais, para o grego permanecem muito mais intimamente ligados do que para os modernos)" (1992). 
Platão defendia o Inatismo, pois afirmava que “a alma procede ao corpo”, ou seja, todo o ser humano já detém o conhecimento armazenado em sua alma das encarnações passadas. Sempre que o indivíduo encarna, já teria a sua base de conhecimentos pronta, dizia que esses “conhecimentos adormecidos” deveriam ser trabalhados e organizados ao longo da vida para se transformarem em “conhecimentos verdadeiros”.
A origem das ideias, segundo Platão é dado por dois mundos que são o mundo inteligível, que é o mundo que nós, antes de nascermos, passamos para ter as ideias assimiladas em nossas mentes e após o nascimento, assimilamos o mundo em que vivemos, denominado como mundo sensível, pois nós já temos as ideias formuladas em nossas mentes, mas muito guardadas e para serem utilizadas  é necessário “relembrar” as ideias já conhecidas através do mundo inteligível.
Portanto, para Platão tudo se justifica através da alma, pois temos o conhecimento sensível da crença e da opinião e o conhecimento intelectual do raciocínio e da indução, alcançando a essência das coisas e das ideias.
Já Aristóteles, era um filósofo que defendia o Empirismo, cujas ideias são adquiridas através da experiência, dando muita importância para o mundo exterior e para os sentidos, sendo a única fonte do conhecimento e aprimoramento do intelecto.
Assim, para Aristóteles existem seis formas ou grau de conhecimento que são: sensação, percepção, imaginação, memória, raciocínio e intuição. Para ele o conhecimento é formado e enriquecido por informações trazidas de todos os graus citados e não há diferença entre o conhecimento sensível e intelectual, um é continuação do outro. As cinco primeiras formas utilizam o conhecimento concreto e a última forma, a intuição que é puramente intelectual.
Sobre a justiça, Platão defende que as pessoas já nascem com suas ideias formuladas e inatas, assim, todos tem a mesma fonte do que seria a justiça, não permitindo a introdução de novas ideias no mundo inteligível.
Já a tese formulada por Aristóteles permite essa diferença, pois as ideias não são assimiladas por todas as pessoas na mesma fonte, pois a fonte é a experiência e nem todos tem as mesmas experiências, sendo admissível a introdução de novas ideias.

### Para Aristóteles, a mediação é uma característica essencial para o juiz
O tema Justiça é ressaltado na sua obra Ética a Nicômaco, em que o Pensador esclarece seu ponto de partida para sua análise sobre a diferenciação entre justiça e injustiça.
Compreende a justiça como o exercício de todas as virtudes dirigidas ao cidadão (um hábito pelo qual agem os justos e realizam e querem as obras justas). Em seu sentido estrito, a justiça é uma virtude particular onde se consumam a alteridade e a igualdade.
Assim para o filósofo a justiça seria uma disposição de caráter que torna as pessoas propensas a fazer o que é justo e desejar o que é justo, aquele que cumpre a lei e respeita a igualdade, portanto, toda legalidade na concepção do filósofo, é justa. Enquanto que a injustiça é o estado que nos faz agir injustamente e desejam o que é injusto.
Aristóteles abordou a distinção entre justo natural, como aquele que é sempre e em todas as partes se manifesta como tal, resultante de uma justiça necessária que independe da vontade humana e, justo legítimo ou convencional, que em princípio pode ser realizado de uma maneira ou de outra, mas depois de regulamentado por lei (nomos), passa a ser obrigatório.
De acordo com sua ideologia, Aristóteles diz que a justiça, é realizada utilizando o princípio da igualdade, com fundamento na coesão e na harmonia da vida social, fazendo, portanto, a distinção entre justiça universal e justiça particular. A justiça universal tem por objetivo tudo que constitui o domínio do homem, sendo uma virtude que está em todas as demais virtudes e a justiça particular que tem por finalidade a riqueza e a segurança pessoal.
Para o Filósofo, a justiça particular é subdividida em justiça de reciprocidade, distributiva e corretiva, como veremos:
A justiça da reciprocidade, o ser discutido é a troca, onde nada mais que justo é a igualdade recíproca, onde um sapateiro tem que igualar seu trabalho ao de um médico, se caso venha a ter uma troca, por esse motivo estipula-se o dinheiro onde se pode guardar para trocar por algo necessário do que um monte de par de sapatos ou qualquer outra coisa, sendo neste caso o meio termo da ação.
A justiça distributiva, diz respeito às relações entre a sociedade e seus membros, com a função de repartir com os cidadãos os bens da comunidade e de que cada qual receba a respectiva porção correspondente aos seus méritos. Assim, reafirma o tratamento desigual entre as pessoas, pois, se são desiguais os méritos, devem ser desiguais os prêmios.
A justiça corretiva, também chamada sinalagmática (subdividiu em justiça comutativa e justiça judiciária), está relacionada aos cidadãos entre si e que leva em consideração a punição da conduta em sua objetividade, desconsiderando nesse julgamento as diferenciações dos sujeitos da ação ilícita, buscando a ordem nas relações entre os indivíduos.  
Assim, na teoria aristotélica aplicada na justiça corretiva, o juiz é o mediador de todo processo, cabendo a ele a aplicação e fiscalização do direito em benefício da sociedade. Ainda na visão aristotélica, o juiz tem o dever de igualar as partes, alcançando uma “igualdade absoluta” em situação de paridade, para o retorno do estado inicial em que as partes se encontravam antes de ocorrer à desigualdade.
Ainda nas palavras de Perfecto Ibanez citado por SILVA(2010):  "o juiz como mediador de conflitos é imbuído de autoridade para aplicar as normas, é um fato universal para todos os grupos humanos, bem como outro fato universal que o acompanha que é  inquietude social pelos possíveis abusos deste poder que, sobretudo na vertente penal, é particularmente incisivo."
Ademais, Aristóteles afirmou que a lei tem um caráter geral e por isso não se refere aos casos particulares, embora com adaptação aos seus comandos, formulando, por assim dizer, a sua doutrina da equidade, cabendo ao juiz redistribuir o bem e o mal para igualar as partes, dentro de uma ordem política.
Portanto, para Aristóteles a aplicação da lei seria a forma de se obter uma igualdade aritmética justa, pois considera que, simultaneamente, o homem injusto é aquele que peca contra a igualdade, sendo também, que o injusto é desigual. É claro que existem algum meio entre estas duas espécies de desigual. Ora, este meio é o igual, visto que em toda ação admitindo o mais e o menos há também o igual.
Se, portanto, o injusto é desigual, o justo é igual, o que é, sem maior raciocínio, uma opinião unânime. E, sendo o igual um meio, o justo também será certo meio.
Assim, a igualdade será a mesma, tanto para as pessoas quanto para as coisas, porque a relação que existe entre as coisas a partilhar é a mesma que existe entre as pessoas. Se as pessoas não são iguais não receberão partes iguais, as disputas e as contendas originam-se quando, sendo iguais, as pessoas possuem ou se lhes atribuem partes desiguais, ou quando, sendo desiguais as pessoas, seus quinhões são iguais.
Assim, o elo para a igualdade está entrelaçada entre si, não podendo exercer uma, sem romper a outra, havendo entre ambos um meio termo existente. Como o elo não é visível e rompendo-se em algum momento, a figura do julgador decidirá quem estará de acordo com a justiça, aplicando ao final a condenação e o seu cumprimento, buscando demonstrar de imediato o justo, uma figura abstrata porem essencial.

O princípio da justiça distributiva não nos diz que devemos tratar as pessoas como iguais ou como desiguais, deixa simplesmente pressupor que a igualdade ou a desigualdade entre elas se acham já fixadas em harmonia com certo ponto de vista que aliás não pode ser dado pelo princípio. A igualdade não é um fato que nos seja dado. Nem os homens nem as coisas são iguais entre si. Pelo contrário, são sempre tão desiguais "como um ovo em relação a outro ovo". A igualdade é sempre uma abstração, sob certo ponto de vista.

## História da Mediação
O termo mediação deriva do latim “mediare” que dentre outros significados é o de intervir. Significa, então, intervir de maneira pacífica, imparcial na solução de conflitos.
A mediação já era praticada nos litígios bíblicos, como na Grécia e na civilização Romana, especialmente nas comunidades judaicas, difundindo-se em outras culturas como a islâmica, hindu, chinesa e japonesa.
Assim, desde a década de 50, a China aplica a mediação na resolução de conflitos familiares através do Comitê Populares de Conciliação e dos Tribunais de Conciliações.
No período pós guerra, na segunda metade do século passado, os Estados Unidos, visando diminuir a grande quantidade de processos que abarrotavam o Poder Judiciário, criaram um modelo de meios alternativos de solução de conflitos, originando a ADR (Alternative Dispute Resolution), hoje internacionalmente conhecida, para identificar os meios alternativos de solução de conflitos.
A partir dos anos 80, a mediação passou a ser disseminada nos moldes americanos para o Continente Americano, Europeu e Asiático, como a melhor forma, trazendo os benefícios apresentados tanto pela agilidade na resolução dos conflitos, como pela satisfação das partes que escolheram o mediador para intervir, apontando a melhor solução para ambas.
Assim, historicamente podemos observar o artifício da mediação presente desde o início da existência dos grupos sociais nos mais diversos países do mundo, indo até os dias de hoje onde a mediação demonstra ser um valioso mecanismo para resolução de conflitos com agilidade e satisfação entre as partes.
A mediação é um procedimento para resolução de controvérsias, se enquadra como um dos métodos alternativos à clássica litigância no judiciário, uma ADR  (Alternative⁄Amicable Dispute Resolution). Consiste num terceiro imparcial (mediador) assistindo e conduzindo duas ou mais partes negociantes a identificarem os pontos de conflito e, posteriormente, desenvolverem de forma mútua propostas que ponham fim ao conflito. O mediador participa das reuniões com as partes de modo a coordenar o que for discutido, facilitando a comunicação e, em casos de impasse, intervindo de modo a auxiliar a melhor compreensão e reflexão dos assuntos e propostas, mas nunca impondo às partes uma solução ou qualquer tipo de sentença.
A mediação é uma disciplina de pleno direito, numa situação em que as pessoas estão presas em um conflito, é o seu livre acordo.
Neste sentido, as características essenciais de um mediador são: i) a ausência de preferência em determinar o conteúdo do que for acordado pelas partes; ii) ausência de autoridade para impor uma decisão vinculante às partes e; iii) saber que as partes não chegam a um acordo completo até que cada parte aceite todos os termos do acordo.
Não se trata de uma escolha arbitrária por parte de alguém, mas sim de uma composição de base negocial a que as partes chegam com o auxílio de um terceiro neutro que facilita a comunicação e permite muitas vezes que as questões colocadas na mesa de negociação "fluam" com maior naturalidade.
Quanto ao campo de aplicação deste método, ele é muito vasto, sendo utilizado em conflitos comerciais, empresariais, civis, familiares, trabalhistas, internacionais.

## Desenvolvimento da mediação
Antes de ter a aceitação dos dias de hoje a mediação foi utilizada com maior frequência em conflitos entre indivíduos, para mais tarde passar a se tornar mais popular no ambiente empresarial.
Como seu uso passou a surtir efeitos muito positivos, alguns experimentos foram realizados para futuramente implementar este método no sistema judicial norte-americano. E por ter sido bem sucedida, a mediação passou a ser incluída em algumas leis relacionadas ao "Setor Público de Relações do Trabalho", criando também agências vinculadas à Administração Pública com o intuito de propiciar uma nova alternativa aos trabalhadores insatisfeitos com as condições de trabalho.
A mediação passou a estar presente nas disputas envolvendo controvérsias de vizinhanças e comunidades, mas o setor que propulsionou este método foi o da educação. Por existirem casos em que os pais de crianças tinham reclamações que poderiam virar demandas judiciais, constatou-se poderia ser frutífera a reunião de pessoas envolvidas diretamente nos conflitos com um mediador.
Com a percepção de que a mediação era capaz de atingir assuntos, sentimentos e emoções que o ambiente judicial impedia impondo, quase sempre uma solução desagradável para uma das partes, seu âmbito passou a abranger os conflitos familiares.
Com o passar dos anos inevitavelmente este método se expandiu e passou a fazer parte de disputas públicas e inclusive para solucionar questões durante processos judiciais. Assim, os mediadores passaram cada vez mais a lidar com assuntos repetitivos, o que lhes propiciou adquirir experiência, permitindo-lhes estabelecer regras e formas mais específicas.

## O casamento entre negociação e mediação
Ao se optar pela mediação, é inevitável que as partes negociem questões dos mais diversos tipos. E por esta razão é crucial lembrar que existe toda uma teoria da negociação, desenvolvida nas últimas décadas, em especial pela escola de direito de Harvard, através de seu conceituado Global Negotiation Project.
Na década de 1990 os autores William Ury e Roger Fischer lançaram o livro "Como chegar ao sim", que passou a ser um best-seller e referência mundial sobre técnicas de negociação baseadas em interesses, deixando posições de lado. Basicamente o livro realiza uma abordagem em que o foco é fazer o "bolo crescer" para depois reparti-lo entre as partes, permitindo-se alcançar soluções em que ambos os lados saiam ganhando. Os autores introduzem um recurso muito útil nas negociações, que consiste na Melhor Alternativa Sem Acordo – MASA (em inglês BATNA – Best Alternative to a negotiated agreement), que não deve ser confundido com o "piso" que uma parte possui na negociação (o valor mínimo para se fechar acordo).
Esta literatura influenciou a negociação contemporânea, em especial a desenvolvida nas mediações dos dias de hoje, inserindo valiosos conceitos e ideias, como a necessidade de se separar as pessoas dos problemas, de se focar nos interesses e não em posições, bem como de se buscar opções que propiciem ganhos mútuos.

## Mediação Internacional
Passando-se para uma análise do contexto internacional da mediação, cumpre ressaltar que ela começou a se desenvolver mais na década de 1960 nos Estados Unidos, através do movimento conhecido como ADR  (Alternative Dispute Resolution), em que se iniciou a criação de processos alternativos ao tradicional litígio. Iniciou-se uma onda de incentivos aos órgãos públicos, tribunais e empresas para se utilizarem da negociação, da arbitragem, da mediação, dentre outros métodos céleres e eficientes. A mediação consagrou-se como uma das alternativas prediletas, já que permitia às partes chegarem juntamente a um acordo. Pelo fato de não existir um terceiro impondo-lhes uma decisão que deve ser cumprida, na mediação tem-se uma maior liberdade para acordar algo, sendo possível deixar claros os pontos obscuros, as divergências e insatisfações de cada um, chegando a um acordo só quando for benéfico para ambas as partes.
Na década de 1980 a mediação passou a ser mais conhecida e difundida no meio empresarial norte-americano, influenciando naturalmente países europeus. Dadas as diversas privatizações ocorridas nos EUA e um movimento de constante crescimento no campo corporativo, a busca por eficiência era uma exigência. A mediação teve, então, grande aceitação possibilitando a solução de controvérsias de modo muito mais eficiente, rápido e menos destrutivo do ponto de vista das relações negociais.
Interessante notar que a partir de então, grandes empresas como as do ramo de seguros passaram a adotar um processo de mediação destinado a atender reclamações dos consumidores. Vale até mesmo ressaltar que empresas do ramo da construção passaram a utilizar-se desta ADR como um estágio anterior à arbitragem. Assim, cada vez mais este método passou a ser utilizado para dirimir divergências tanto do âmbito empresarial como jurídico.

## Mediação comercial internacional
Dadas as complexas relações comerciais que atualmente são estabelecidas, conflitos surgem e empresas se deparam com a necessidade de se recorrer a uma arbitragem internacional ou até mesmo deixar viver com o conflito, dado o alto valor de se constituir um processo arbitral. Neste contexto alternativas mais práticas e céleres são bem-vindas, como é o caso da mediação.
Como atualmente este método se expandiu por diversos países, é inevitável que famosas organizações no campo das ADR como, por exemplo, a ICC, , e a AAA , passem a adotar a mediação como uma das alternativas disponibilizadas para solução de conflitos.
Geralmente em contratos internacionais envolvendo empresas multinacionais, é freqüente que as partes estabeleçam cláusulas estipulando a arbitragem como a solução para conflitos que possam vir a surgir, elegendo o foro, a lei aplicável e, muito freqüentemente, quais regras devem reger o procedimento da arbitragem. Este último ponto é importante, pois as partes optam, em geral, pela escolha de uma organização internacional neutra e de renome, que possua regras específicas para determinar o curso de procedimentos arbitrais. Cumpre ressaltar a CCI como uma organização bem cotada para essa questão, já que possui um guia com regras claras e eficientes, freqüentemente adotada por grandes corporações.
A CCI  é muito requisitada não só no campo da arbitragem, mas também no de outros meios de resolução de conflitos alternativos, a exemplo da mediação. Recentemente a Organização publicou seu guia de regras direcionadas para outras ADR. As ICC ADR Rules  têm o objetivo de oferecer a parceiros de negócios meios amigáveis de solução de controvérsias, na maneira que melhor se adequar às suas necessidades. As ICC ADR Rules estão vigentes desde 1º de julho de 2007, alterando as 1988 ICC Rules of Optional Conciliation.
Como disposto na introdução das ICC ADR Rules, a ICC arbitration tem de ser distinguida da ICC ADR, haja vista que são duas maneiras distintas de resolução de controvérsias, não decorrendo necessariamente a arbitragem quando infrutífero o método da conciliação, a não ser que as partes acordem nesse sentido.
As ICC ADR Rules são bem flexíveis, podendo as partes decidir pela (não) aplicação de determinada regra da ICC ADR Rules quando acharem mais benéfico – art. 1, ICC ADR Rules.
Como disposto no artigo segundo, para sujeição da resolução de conflito às regras ADR da CCI, deve ser redigido um pedido de ADR com o nome de todas as partes envolvidas.Se uma das partes envolvidas não concordar em se sujeitar às regras da CCI, o pedido de ADR será negado.
O terceiro neutro também deve ser escolhido de comum acordo por todas as partes. Caso não o seja, a CCI o escolherá – art. 3º.
As partes e o terceiro neutro devem o quanto antes determinar qual será a técnica de ADR a ser adotada. Na ausência de acordo com relação à técnica, a mediação será utilizada – art. 5º, 2.
O terceiro neutro tem o dever de guiar a discussão de acordo com as vontades das partes, de acordo com os princípios da justiça e da imparcialidade. As partes deverão acordar qual será a língua do procedimento e onde ele será realizado. Na ausência de acordo, o "neutro" decidirá – art. 5º, 4. As partes também têm o dever de cooperar de boa-fé.
As partes estão livres para terminar o procedimento de ADR quando desejarem.
A princípio a ADR será privada e confidencial, a não ser que as partes acordem em sentido oposto ou que a lei aplicável determine o contrário  – art. 7, 1.
Como decorrência da confidencialidade é vedado às partes se utilizar de documentos apresentados na ADR, de opiniões expressas ou confissões dadas durante o procedimento ou de uma proposta apresentada como prova para processo judicial ou arbitral – art. 7, 2. O terceiro neutro também está defeso de se envolver com posterior processo adjudicatório relacionado com a disputa realizada na ADR que assistiu e conduziu – art. 7, 3.
Também foi elaborado conjuntamente o Guia para ADR da CCI (Guide to ICC ADR) , com intuito de explicar as regras de ADR da CCI acima sumarizadas e também relacionar técnicas de ADR que podem ser usadas sob o parâmetro das ICC ADR Rules. Está disposto neste guia como característica das ADR da CCI os procedimentos flexíveis e controlados o máximo possível pelas partes. É intuito das regras de ADR da CCI tenderem a um processo rápido e relativamente barato. Os procedimentos regulados pelas regras de ADR da CCI podem levar a um acordo vinculante entre as partes ou em uma opinião não-vinculante do terceiro neutro (este último ocorrendo quando a técnica escolhida pelas partes tiver sido a avaliação neutra).
Fugindo agora às regras e ao guia elaborado pela CCI e entrando brevemente no assunto de contratos internacionais podemos observar a freqüência das multi-step clauses, que preveem uma ordem de procedimentos a serem adotados quando uma controvérsia surgir. Assim, estipula-se que o primeiro passo diante de um conflito será a negociação, seguindo-se para a mediação caso a primeira tenha sido infrutífera, culminando na arbitragem quando as alternativas anteriores não tiverem funcionado. A eficiência em um processo escalonado como esse é inquestionável, pois o objetivo maior é evitar a litigância e os elevados custos de um processo arbitral, esgotando-se assim previamente a possibilidade de decisão de base negocial.

## Quando é recomendável a mediação?
Frank Sander e Lukasz Rozdeiczer elaboraram um estudo que sistematizou de forma inteligente e sintética o processo de análise para se determinar o melhor método para a resolução de uma controvérsia específica.
No estudo são levantados três elementos/questões centrais que devem ser levados em consideração para se decidir qual a forma mais apropriada para a resolução de determinada controvérsia: a) os objetivos que as partes desejam atingir na solução do conflito; b) qual forma de resolução de conflitos possui recursos que muito provavelmente facilitariam a resolução da controvérsia; e c) o motivo pelo qual não se consegue chegar a consenso e qual a forma de resolução de conflitos que poderia superar esse obstáculo.
a) os objetivos que as partes desejam atingir na solução de controvérsias
Os objetivos velocidade, privacidade, custo baixo, criação de soluções alternativas pareto-eficiente e controle pelas partes do processo são melhor satisfeitos no método da mediação. Também são apresentados dados nesse estudo de que o maior índice de satisfação das partes na resolução de controvérsias ocorre na mediação.
b) quais formas de resolução de conflitos possuem recursos que muito provavelmente facilitaram a resolução do conflito?
As seguintes características de uma controvérsia são melhor abordadas – no sentido de utilizá-las de forma mais eficiente para se chegar a uma solução satisfatória – por meio da mediação: a boa relação entre os advogados das partes; a boa relação entre as partes; a disposição das partes em fechar um acordo; a disposição de uma ou de ambas as partes em se desculpar; a disposição das partes em resolver o problema; existência de muitas questões envolvidas na controvérsia; e a demanda por um profissional com conhecimento específico e que seja neutro.
Um dos pontos mais positivos da mediação é a maior possibilidade de se chegar a uma solução criativa pareto-eficiente mutuamente benéfica a ambas as partes, o que é chamado de pie-enlargement (ao invés de se dividir "a torta", cria-se mecanismos de aumentá-la para que, posteriormente, seja dividida gerando maior satisfação para ambas as partes). Exemplo do fenômeno da pie-enlargement: suponhamos que dois irmãos estejam brigando pela mesma laranja,  pois o irmão mais velho quer chupar a laranja, enquanto o mais novo quer brincar com sua casca. A mãe das crianças poderia decidir o problema de duas formas: simplesmente dividir a laranja ao meio, ou cortar a casca da laranja e dá-la ao irmão mais novo e dar o resto da laranja para o mais velho (que seria uma solução de pie-enlargement, gerando o dobro de satisfação para cada irmão).
Outra característica da controvérsia que é mais bem atendida através da mediação é o interesse em se manter ou melhorar o relacionamento das partes, o que geralmente ocorre em controvérsias relativas a comércio. A adjudicação, seja dentro ou fora do judiciário, gera na maioria dos casos estresse e deterioração da relação. A disposição para cooperação é um forte indicativo para se recorrer à mediação, demonstra que se deve tentar resolver o conflito através de um meio de natureza consensual e não competitiva. Já a postura competitiva é um indício de que um procedimento de base negocial (mediação ou minitrial) pode não ser a melhor forma de resolução do conflito.
Uma característica que é melhor atendida quando se recorre ao judiciário é a de quando uma parte se beneficiaria do procedimento formal da litigância. Ex: uma senhora considera seriamente a hipótese de se divorciar de seu marido, sendo que ela suspeita que ele tem bens escondidos. O judiciário atenderia melhor a essa demanda por descoberta de novos fatos por poder, por ordem judicial, ordenar a revelação dos bens do marido.
Outra característica decisiva para se escolher o meio de solução de controvérsias que gerará mais resultado e permitirá um acordo, consiste na posição hierárquica que cada parte ocupa na organização que representa: se a contra-parte ocupa posição hierárquica baixa na organização que representa, muito provavelmente não terá poderes para chegar a um acordo que não seja aquele pré-aprovado pela sua companhia.
c) o motivo pelo qual não se consegue chegar a consenso e qual a forma de resolução de conflitos que poderia superar esse obstáculo
A mediação é a forma de resolução de controvérsias que melhor supera os seguintes obstáculos: dificuldade de comunicação; necessidade de uma parte manifestar seus sentimentos; e medo de que sejam revelados os verdadeiros interesses de uma ou ambas as partes.
Dois obstáculos não são melhor atendidos pela mediação: desequilíbrio de poder e casos em que fatos precisam ser determinados (ex. quando o caso depende de credibilidade de uma testemunha ou quando se faz necessária complexas descobertas).
Questões somente de direito também são mais bem respondidas no judiciário.
Por fim Frank Sander e Lucasz Rozdeiczer concluem que, pelos benefícios expostos em seu trabalho, a mediação é quase sempre uma forma superior para se começar a discutir a controvérsia. Eles propõem a seguinte abordagem: quando se está diante de um conflito se deve partir da ideia de que o primeiro meio de solução de controvérsias deve ser a mediação. Deve-se então questionar se existem contra-indicações para o uso da mediação como, por exemplo,  se o objetivo de uma ou de ambas as partes só pode ser satisfeito através da adjudicação, se a controvérsia se torna uma questão de princípio, quando se está diante da síndrome "jackpot" (quando uma das partes acredita que litigando terá ganhos muito altos), quando há interesse em se criar precedente e etc… Não havendo contra-indicações, é fortemente recomendável a utilização da mediação. Se há contra-indicações, deve-se ponderar se elas prevalecem sobre os benefícios que a arbitragem oferece. Se elas prevalecerem, recomenda-se utilização de outro meio de solução de controvérsias, se não prevalecerem é recomendável o uso de arbitragem.

## A mediação no Brasil
Partindo-se para uma análise da mediação no Brasil, ela seguiu uma trajetória semelhante ao ocorrido nos EUA, naturalmente em escala bem reduzida. Atualmente este método está previsto no Decreto nº 1.572, de 28 de julho de 1995 sobre as negociações coletivas trabalhistas, prevendo a revisão e o reajuste dos salários com base na variação do IPC-r, nos arts. 9º a 13 da Lei nº 10.101 de 2000, sobre a participação dos trabalhadores nos lucros ou resultados da empresa, e também na Lei 9.870/99, que dispõe sobre o valor total das anuidades escolares.
O Projeto de Lei da Câmara nº 94 de 2002, de autoria da Deputada Zulaiê Cobra, pretende institucionalizar e disciplinar a mediação como método de prevenção e solução consensual de conflitos. Este projeto aponta a disciplina jurídica da mediação – judicial ou extrajudicial –, sendo definida como atividade técnica exercida por terceira pessoa, que escolhida ou aceita pelas partes interessadas, as escuta e orienta com o propósito de lhes permitir que, de modo consensual previnam ou solucionem conflitos (art. 1º).
Com base no Parecer da Comissão de Constituição, Justiça e Cidadania do Congresso Nacional a mediação poderá incidir em toda matéria que a lei civil ou penal admita conciliação, reconciliação ou transação. Podem ser mediadores tanto pessoas físicas quanto pessoas jurídicas, que, nos termos de seu objeto social, se dediquem ao exercício da mediação. O exercício da mediação poderá ser nas modalidades prévia ou incidental e judicial ou extrajudicial (art. 3º), assentando que ela será sempre sigilosa, salvo convenção das partes (art. 6º), e que o termo de transação lavrado pelo mediador e assinado por ele e pelos interessados poderá ser homologado pelo juiz e consistirá em título executivo judicial. (art. 7º).
Quanto à qualificação dos mediadores, o projeto e o parecer discriminam quem pode ser mediador judicial (art. 10) e extrajudicial (art. 11) e co-mediador (art. 15), outorgando atribuições à Ordem dos Advogados do Brasil, aos Tribunais de Justiça dos Estados e às instituições especializadas previamente credenciadas pelos Tribunais de Justiça o treinamento e seleção dos candidatos à função de mediador (art. 14). Curioso notar que o Projeto equipara os mediadores, quando no exercício de suas atribuições, aos funcionários públicos para fins penais (art. 12, in fine), e aos auxiliares da justiça, para todos os fins (art. 12), impondo-lhes os deveres de imparcialidade, independência, aptidão, diligência e confidencialidade (art. 13).
O registro dos mediadores será mantido pelos Tribunais de Justiça (art. 16), a quem caberá normatizar o processo de inscrição dos mediadores que atuarão no âmbito de sua jurisdição (art. 16, § 1º). Ademais, a Comissão de Constituição, Justiça e Cidadania inseriu disposição que impõe aos Tribunais de Justiça a sistematização dos dados dos mediadores e a sua publicação para fins estatísticos (art. 16, § 4º). Tais atos objetivam o efetivo controle do trabalho dos mediadores, de modo a assegurar aos que optarem pela prevenção ou solução de seus conflitos por esta ADR, que o terceiro escolhido para condução dos trabalhos gozará dos atributos que a lei exige. Tal providência será útil, ainda, para que haja rigoroso controle estatístico. Isto também servirá de ferramenta útil para punir efetivamente os mediadores que apresentarem desvios de conduta e bani-los do exercício da atividade de mediação, impedindo que maus mediadores inviabilizem a incorporação da mediação na cultura brasileira.
Está também descrita a forma de fiscalização e controle da atividade de mediação. Constam as hipóteses de impedimento dos mediadores e condutas passíveis de censura (arts. 20 a 24), trazendo linhas gerais sobre o processo administrativo a que se submeterão os mediadores (art. 25). Cabe ainda registrar a disciplina especial trazida para os mediadores judiciais, que se submeterão ao controle da Ordem dos Advogados do Brasil (art. 18). Estão arroladas no Capítulo III do referido projeto as hipóteses de exclusão do Registro de Mediadores, e a cláusula de vedação de recadastramento do mediador excluído por conduta inadequada, em qualquer local do território nacional (art. 24, § 2º).
A mediação prévia está disciplinada no Capítulo IV. O Capítulo V pretende tornar obrigatória a tentativa de mediação incidental. Neste sentido, a obrigatoriedade da mediação incidental pode ter o condão de estimular a autocomposição e "desafogar" as varas de primeira instância, em consonância com o inciso LXXVIII do art. 5º da Constituição Federal, que estatui que "a todos, no âmbito judicial e administrativo, são assegurados a razoável duração do processo e os meios que garantam a celeridade de sua tramitação".
Por fim, o Capítulo VI traz disposições finais, de caráter geral, estatuindo que a atividade do mediador será sempre remunerada e estabelecendo o prazo de 180 dias para os Tribunais de Justiça expedirem as normas regulamentadoras que viabilizem o início das atividades.
Em junho de 2015 foi promulgada a Lei 13.140, mais conhecida como Lei de Mediação. Ela regula como será feita a mediação comercial, pública ou privada no Brasil. Existem diversas Câmaras que podem administrar um procedimento de mediação, como o Centro de Arbitragem da Câmara de Comércio Brasil-Canadá (CAM-CCBC).

## Modelos de Mediação Midiática
A mediação também pode ser entendida como um fenômeno vinculado aos processos de comunicação, uma teoria social, um conceito operativo, uma categoria de análise. Segundo a autora Christa Berger, os meios de comunicação mediam os campos sociais e são instrumentais na organização da sociedade. O autor Manuel Martín Serrano considera a mediação como um fenômeno social contemporâneo e, ao mesmo tempo, propõe a mediação como modelo de análise. Afirma também que é a teoria da mediação que fundamenta a teoria da comunicação. Em outra de suas obras, o autor explica e aplica o modelo de análise. Segundo ele há três operações mediadoras: 
- a mediação institucional: ocorre  na seleção dos acontecimentos.
- a mediação cognitiva: diz respeito aos relatos que oferecem modelos de representação do mundo. Operando sobre os relatos, oferece às audiências modelos de representação do mundo.
- mediação estrutural:  oferece modelos de produção de comunicação. Refere-se aos modelos de produção dos relatos e é onde a mediação cognitiva adquire visibilidade.

Ao estudar as relações entre o Movimento Sem Terra (MST) e a imprensa, durante a tese de doutorado, Christa Berger chegou a conclusão que:
| “ | A mediação institucional se evidenciava nas 1.227 matérias sobre o MST - estas foram selecionadas para constar do jornal -. Cheguei à mediação estrutural descrevendo o lugar que as matérias ocupavam nas páginas do jornal, as fotos, as ilustrações e o gênero para, então, analisar a mediação cognitiva e chegar ao modelo de representação que o jornal oferecia sobre o Movimento. | ” |

## Mediação Tecnológica
O discurso da Mediação tecnológica refere a debates, discussões e outras técnicas de aprendizagem social envolvendo a investigação de um determinado tema usando tecnologia. É atribuído ao termo o impacto das incidências da inovação tecnológica no cotidiano das pessoas e grupos sociais, e dos usos das ferramentas da informação nos processos educativos, de trabalho e entretenimento sejam presenciais ou à distância. Por exemplo, a Wikipédia é o caminho para encorajar discussões por grande parte dos leitores, com ferramentas simples que inclui mapas e sistemas de pesquisas. Com escrita colaborativa, é possível aos participantes separados pela distância e pelo tempo, engajar em conversas e construir o conhecimento juntos.
A tecnologia no contexto da Mediação Tecnológica, não pode ser vista como uma simples instrumento ou ferramenta. Para Heidegger(1977 apud LATOUR 2011), ela deve ser vista como em conjunto com o seu usuário que combinados formam o fim único, ou um ser combinado, o qual pode realizar uma atividade impossível para os dois em separado. De acordo com Lotour (2011), a mediação técnica segundo a teoria ator-rede pode ter quatro significados a saber:
- Interferência

Quando as proposições são articuladas, elas se juntam numa proposição nova. Tornam-se "alguém, alguma coisa" mais. Os atores humanos e não humanos possuem objetivos independentes e quando suas trajetórias se encontraram seus scripts podem ou continuarem independentes ou interferirem. Por exemplo, arma no cofre é um objeto inofensivo, porém ao cruzar a trajetória de um marido traído, pode ter esse seu script alterado.
- Composição

Papéis "atoriais" provisórios podem ser atribuídos a atuantes unicamente porque estes se acham em processo de permutar competências, oferecendo um ao outro novas possibilidades, novos objetivos e novas funções. Portanto, a simetria prevalece tanto no caso da fabricação quanto no caso do uso. Por exemplo, um motorista e um veículo isolados são atores independentes, quando se juntam, se tornam atores híbridos (compostos) capazes de realizarem tarefas antes impossíveis por limitações do homem.
- Obscurecimento reversível

O obscurecimento é um processo que torna a produção conjunta de atores e artefatos inteiramente opaca quando estáveis. Ou seja, as tecnologias se tornam "caixas pretas", pois escondem complexidade, mantém a integridade e limitam a flexibilidade e as controvérsias. Quando, por exemplo, um liqüidificador está funcionando corretamente, não nos damos conta dos fatores que contribuem para seu funcionamento. Diante de um defeito, a crise nos remete à existência de diversas partes com funções interdependentes, antes obscuras.
- Delegação

Um híbrido transfere atos passados para o presente, permitindo a seus muitos investidores desaparecer sem deixar de estar presentes. Esse tipo de mediação se evidencia, por exemplo, em sistemas de informática que restringem o envio de formulários mal preenchidos, permitindo que não seja necessário haver uma pessoa para realizar essas verificações.